# Аліса ріже лід

«Аліса ріже лід» (англ. Alice Cuts the Ice) — американський анімаційний короткометражний  фільм із серії «Комедії Аліси», що вийшов 1 листопада 1926 року.

## Синопсис
Коли Юлій намагається втекти з служницею Аліси, Аліса залучає до себе поліцейського, який перебуває поруч, щоб слідувати за ними, і гонитва триває.

## Головні персонажі
- Аліса
- Юлій

## Інформаційні данні
- Аніматори[3]:
  - Аб Айверкс
  - Роллін Гамільтон[en]
  - Рудольф Ізінг[en]
  - Г'ю Гарман[en]
- Оператор[3]:
  - Рудольф Ізінг[en]
- Живі актори[3]:
  - Маргі Ґей[fr]
- Тип анімації: об'єднання реальної дії та стандартної анімації
- Виробничий код: ACL-24[4]